# Discografia da série Chrono
A trilha sonora série de jogos Chrono (Chrono Trigger, Radical Dreamers, e Chrono Cross) foi composta principalmente por Yasunori Mitsuda.

## Álbuns

### Chrono Trigger Original Sound Version
A primeira faixa do disco 3, "Singing Mountain", nunca apareceu dentro do jogo.
| Disc 1 | Disc 2 | Disc 3 |
| --- | --- | --- |
| 1. "A Premonition" 2. "Chrono Trigger" 3. "Waking Up in the Morning" 4. "Peaceful Days" 5. "Memories of Green" 6. "Guardia Kingdom Millennial Fair" 7. "Gonzales's Song" 8. "A Peculiar Happening" 9. "The Wind's Yearning" 10. "Goodnight" 11. "Secret of the Dense Woods" 12. "Battle" 13. "Guardia Castle ~Courage and Pride~" 14. "Huh!?" 15. "Manoria Convent" 16. "A Prayer to the Travellers…" 17. "Silent Light" 18. "Boss Battle 1" 19. "Frog's Theme" 20. "Fanfare 1" 21. "The Kingdom Trial" 22. "Hidden Truth" 23. "A Tight Squeeze" | 1. "World in Ruins" 2. "Mystery of the Past" 3. "Dome-16's Ruins" 4. "People Who've Abandoned the Will to Live" 5. "Lavos' Theme" 6. "World's Final Day" 7. "Johnny of the Robot Hotrod Squad" 8. "Bike Chase" 9. "Robo's Theme" 10. "Remains of the Factory" 11. "Battle 2" (unreleased track) 12. "Fanfare 2" 13. "The Brink of Time" 14. "Amusing Spekkio" 15. "Fanfare 3" 16. "Underground Waterway" 17. "Boss Battle 2" 18. "Primitive Mountain" 19. "Ayla's Theme" 20. "Rhythm of the Wind, Sky, and Earth" 21. "Burn! Bobonga!" 22. "Warlock's Castle" 23. "Insane Melody" 24. "Warlock Battle" | 1. "Singing Mountain" (unreleased track) 2. "Tyran Castle" 3. "At the Bottom of Night" 4. "Corridor of Time" 5. "Zeal Palace" 6. "Schala's Theme" 7. "Sealed Gate" 8. "Undersea Temple" 9. "Chrono and Marle ~Distant Promise~" 10. "Silvard ~Wings Tearing Through Time~" 11. "Dream of Black" 12. "Determination" 13. "Time of World Revolution" 14. "Last Battle" 15. "Festival of the Stars" 16. "Epilogue ~To Close Friends~" 17. "To the Outskirts of Time" |

### Chrono Trigger Arranged Version: The Brink of Time
| 1. "Chrono Trigger" 2. "Secret of Forest" 3. "Zeal Palace" 4. "Warlock Battle" 5. "Chrono Corridor" 6. "Undersea Palace" 7. "World Revolution" 8. "The Brink of Time" 9. "Guardia Millennial Fair" 10. "Outskirts of Time" |

### Chrono Cross Original Soundtrack
| Disc 1 ("Beginning") | Disc 2 ("Succession") | Disc 3 ("Change") |
| --- | --- | --- |
| 1. "Chrono Cross ~Scars of Time~" 2. "Between Life and Death" 3. "Arni Village ~Home World~" 4. "Fields of Time ~Home World~" 5. "Dancing the Tokage ~Lizard Dance~" 6. "Reminiscing ~Unerasable Memory~" 7. "On the Beach of Dreams ~Another World~" 8. "Arni Village ~Another World~" 9. "Ephemeral Memory" 10. "Lost Fragments" 11. "Drowned Valley" 12. "Termina ~Another World~" 13. "Departed Souls" 14. "Forest of Illusion" 15. "Viper Mansion" 16. "Victory ~A Gift of Spring~" 17. "A Child Lost in Time" 18. "Guldove ~Another World~" 19. "Hydra Marshes" 20. "Fragment of a Dream 2" 21. "Voyage ~Another World~" 22. "Ghost Ship" 23. "Death Volcano" 24. "Fortress of Ancient Dragons" 25. "Grief" | 1. "Beginning of a Dream" 2. "A Narrow Space Between Dimensions" 3. "Termina ~Home World~" 4. "The Dragons" 5. "Voyage ~Home World~" 6. "Guldove ~Home World~" 7. "Marbule ~Home World~" 8. "Zelbess" 9. "The Splendidly Grand Magic Troupe" 10. "Nap" 11. "Chronomantique" 12. "Dilemma" 13. "Optimism" 14. "Isle of the Dead" 15. "Dead Sea/Tower of Destruction" 16. "Prisoners of Fate" 17. "A Light for Lost Hopes" 18. "Island of the Earth Dragon" 19. "Navel of the World" 20. "Gale" 21. "Victory ~A Cry in Summer~" 22. "Marbule ~Another World~" 23. "Magic from the Fairies" 24. "Etude 1" 25. "Etude 2" 26. "Magical Dreamers ~The Wind, Stars, and Waves~" | 1. "Garden of the Gods" 2. "Chronopolis" 3. "Fate ~The God of Destiny~" 4. "Jellyfish Sea" 5. "Burning Orphanage" 6. "The Girl Who Stole the Stars" 7. "The Dream that Time Dreams" 8. "Dragon's Prayer" 9. "Tower of Stars" 10. "Frozen Flame" 11. "Dragon God" 12. "Dark Realms of Time" 13. "Life ~A Distant Promise~" 14. "Reminiscing ~Unerasable Memory~" 15. "Radical Dreamers ~Unstolen Jewel~" 16. "Fragment of a Dream" |